# Griekse League Cup
De Griekse League Cup is een voormalige Griekse voetbalcompetitie.
De competitie werd alleen in het seizoen 1989/90 gehouden. In de enige finale was AEK Athene met 3-2 te sterk voor Olympiakos Piraeus.